# Doble juego (telenovela)
Doble juego es una telenovela chilena exhibida por Canal 13 durante el segundo semestre de 1993. Fue la última teleserie escrita por Sergio Vodanović. Fue ampliamente superada en audiencia por su competencia, la teleserie Ámame de Televisión Nacional.

## Argumento
Marta sufre un duro golpe cuando su marido y su hija Antonia tienen un grave accidente en Estados Unidos. Él muere y ella queda en estado vegetativo postrada en una silla de ruedas. Justo por esos días aparece Patricio Corral, un malvado hombre que decía ser amigo del esposo de Marta dispuesto a apoderarse de las Empresas Alzavía y de la tutoría de Antonia.
Pero aparece Heriberto, un humilde, pero ambicioso joven empleado dispuesto a apoyar a Marta. Este tiene una doble identidad, pues se hace pasar por Eric para conquistar a la sensual Soraya, una millonaria que lo puede sacar de la ruina, traicionando así a la joven y bella Guacolda, su verdadero amor.
En un viaje a Valparaíso Marta conoce al humilde Nicanor (Toyo), idéntico a su difunto esposo, entonces le ofrece hacerse pasar por él para que su hija Antonia se recupere y poder hacer creer a todos que su esposo no murió y combatir al malévolo Patricio. Sin embargo, Marta comienza a enamorarse del impostor y se enreda en su propia trampa.

## Reparto

### Principales
- Cristián Campos como Heriberto Peña
- Gloria Laso como Marta Bernal
- Patricio Achurra como Nicanor Palacios / Antonio Alzavía
- Catalina Guerra como Guacolda
- Sandra O'Ryan como Soraya Alafán
- Roberto Vander como Patricio Corral
- Rebeca Ghigliotto como Bernardita
- Aníbal Reyna como Justo Parra
- Ana María Martínez como Natalia Parra
- Liliana García como Ester Bernal
- Sebastián Dahm como Fabián Marcos
- Domingo Tessier como Salomón Alafán
- Patricia Guzmán como Victoria
- Lucy Salgado como Peta
- Hugo Medina como Ángel
- Eliana Vidal como Mercedes Bernal
- Silvia Santelices como Dolores Alzavía
- Remigio Remedy como Diego Corral
- Carlos Embry como Elías Alafán
- Verónica Moraga como Fernanda Corral
- Mabel Farías como Ernestina
- Patricia Vergara como María
- Felipe Castro como Óscar García
- Cecilia Hidalgo como Cristina
- Alejandra Fosalba como Susana
- Mónica Illanes como Hilda
- Carola Serrano
- Mariel Bravo como Mireya
- María Inés Marín como Gladys
- Alex Rivera como Alex Morgado
- Viviana Rodríguez como Antonia Alzavía
- Sebastián Vila como Pedro

### Recurrentes e invitados especiales
- Silvia Piñeiro como Leticia
- Walter Kliche como Ramón
- Luis Alarcón como Juárez
- Tennyson Ferrada como Retamales
- Archibaldo Larenas como Casildo
- Cuca Navarro como Loreto
- Marcelo Alonso como Félix
- César Arredondo como Caldillo
- José Secall como Jacinto

## Banda sonora
- Volverás (Manuel Mijares) Tema Principal
- Otra como tú (Eros Ramazzotti)
- El ritual de la banana (Los Pericos)
- En algún lugar (Duncan Dhu)
- Vivir sin aire (Maná)
- Hay que venir al sur (Raffaella Carrà)
- No te olvido (Ariztía)
- No juegues con mi vida (Alexandra)
- The Bug (Dire Straits)